# Eustache Bernard
Eustache Bernard né à Grenoble en 1836 et mort dans la même ville en 1904 est un sculpteur français.

## Biographie
Eustache Bernard fait ses études à l'école d'enseignement professionnel de Grenoble, où il apprend le modelage et la taille de pierre sous la direction de Victor Sappey et Théodore Ravanat.
À Paris, il fait partie de l'équipe qui travaille au nouveau palais du Louvre et il participe à la restauration de la cathédrale de Chartres sous la direction d'Eugène Viollet-le-Duc.
En 1874, Eustache Bernard est professeur à l'école de sculpture architecturale de Grenoble dirigée par Aimé Charles Irvoy et il le reste jusqu'en 1881. Un an après, toujours à Grenoble, il devient directeur de la toute récente école de moulage décoratif et artistique, qui privilège l'emploi du ciment moulé.
Il est l'auteur de bustes de personnalités grenobloises conservés au musée dauphinois et au musée de Grenoble.
Parmi ses élèves on compte notamment Léon-Ernest Drivier ou Henri Le Riche, lauréat du prix de Rome en gravure en 1888.

## Œuvres
- Domène, place Amable-Matussière : Monument à Amable Matussière, inauguré le 22 juin 1902, buste en bronze en hommage à l'industriel doménois créateur des Papeteries de la Gorge[3],[4].
- Grenoble :
  - Musée dauphinois :
    - Buste de Félix Viallet[5] ;
    - Buste de Jean Achard, plâtre patiné ocre[6] ;
    - Médaillon d'Hector Berlioz, terre cuite[7].

  - musée de Grenoble
    - Honoré-Hugues Berriat, 1856, buste en plâtre[8] ;
    - Henri Blanc-Fontaine, 1902, buste en plâtre patiné[9] ;
    - Alexandre Debelle, 1891, buste en marbre[10] ;
    - Théodore Hauquelin, 1893, buste en bronze[11] ;
    - Auguste Davin, 1906, médaillon en marbre ;
    - Barnave, 1899, médaillon en plâtre[12] ;
    - Portrait d'homme, 1900, buste en plâtre[13].
- Vizille, musée de la Révolution française : Barnave, 1878, statuette en bronze, dépôt du musée de Grenoble[14].

Œuvres d'Eustache Bernard
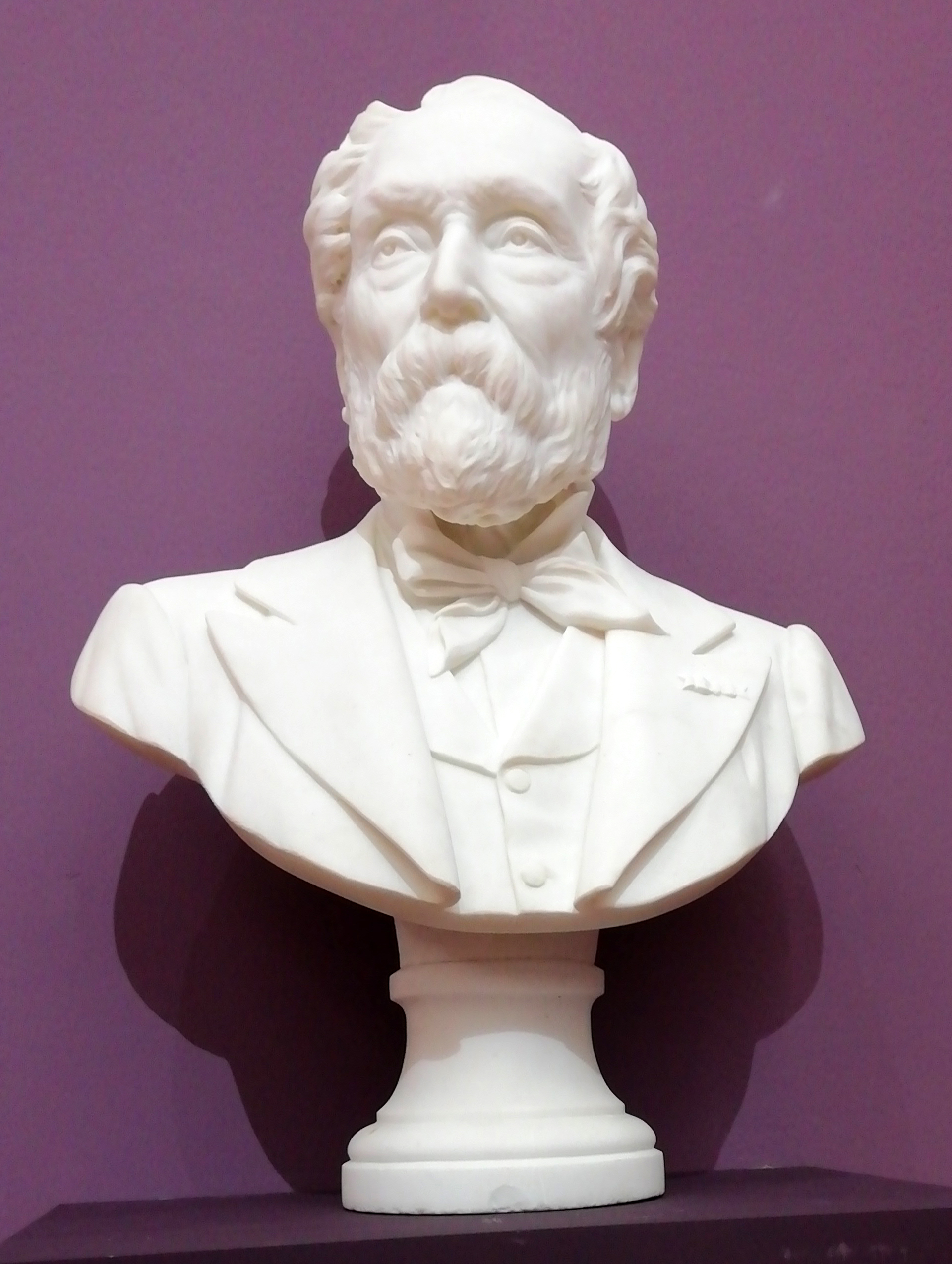
Alexandre Debelle (1891), musée de Grenoble.
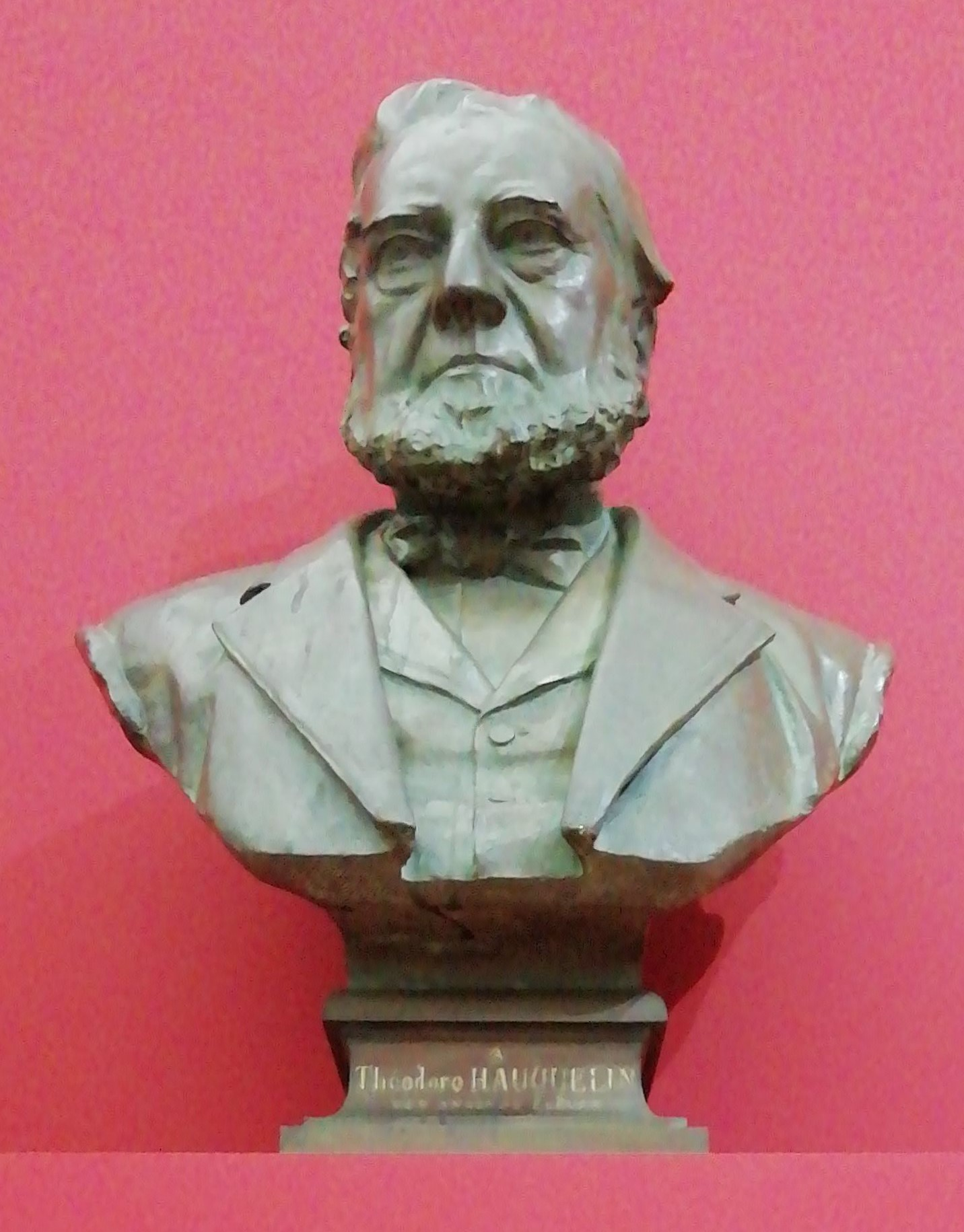
Théodore Hauquelin (1893), musée de Grenoble.
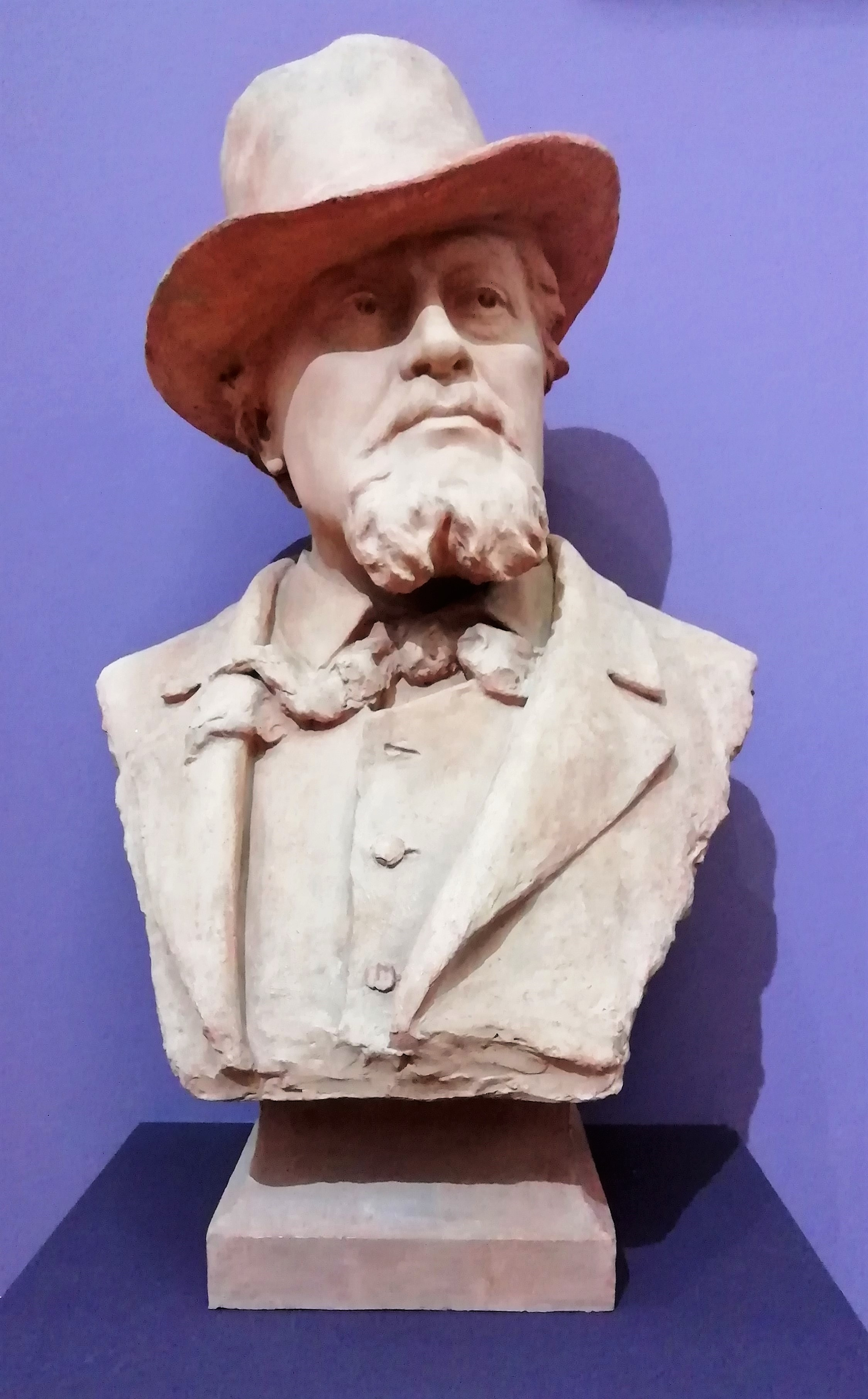
Henri Blanc-Fontaine (1902), musée de Grenoble.
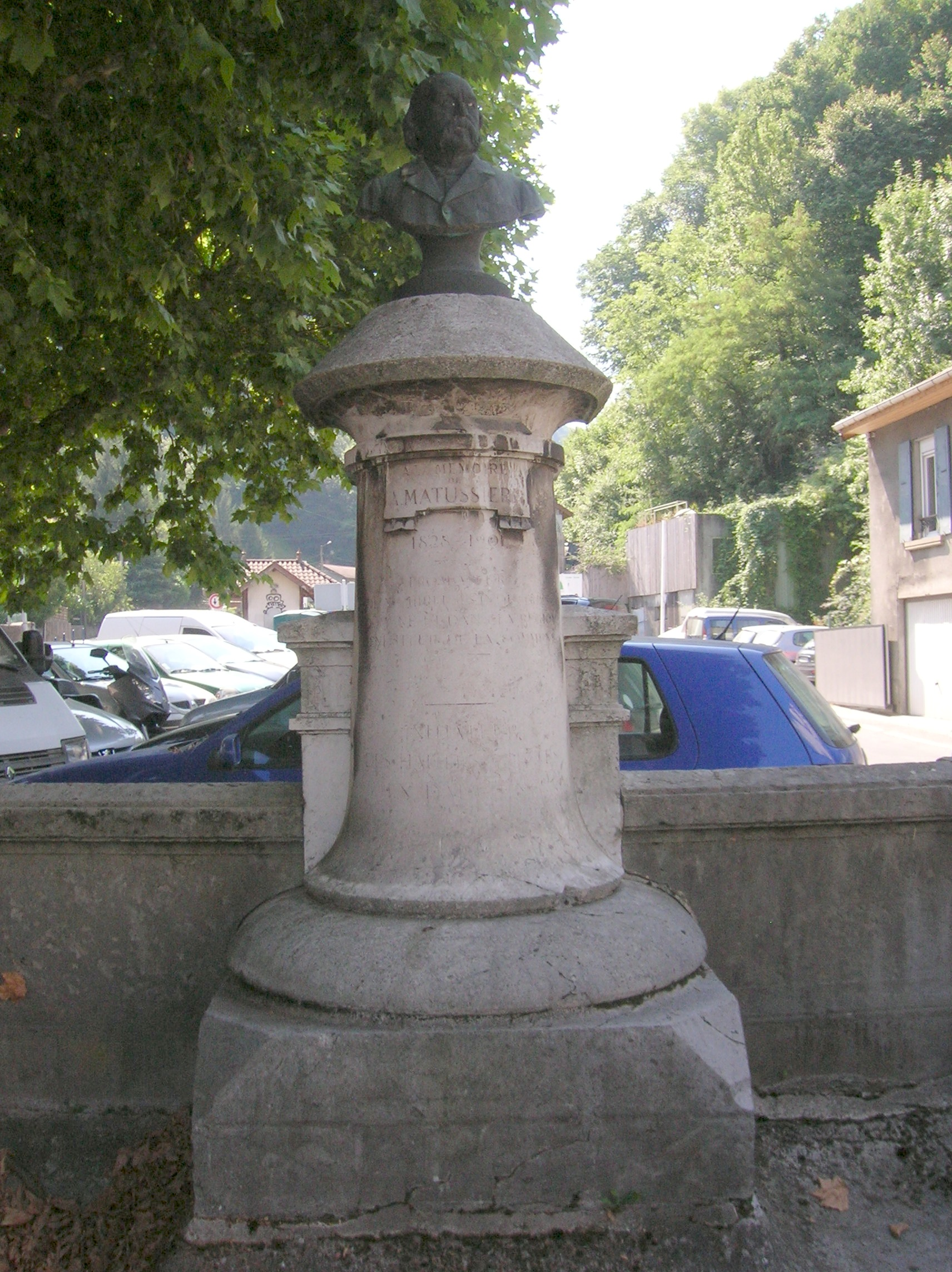
Monument à Amable Matussière (1902), Domène.